# Бейджилер
Бейджилер (на турски: Beyciler) е село в Източна Тракия - европейската част на Турция, околия Силиврия, вилает Истанбул.

## География
Селото е разположено на 96 km западно от град Истанбул и на 28 km от околийския център Силиврия.

## История
Бейджилер присъства в статистиката на професор Любомир Милетич от 1912 г. като българско село, без по-подробна информация за жителите му.